# Lost in the Sound of Separation
Lost in the Sound of Separation è il sesto album in studio della band screamo/post-hardcore Underoath. L'album è uscito per la Tooth & Nail Records, è stato prodotto da Matt Goldman e Adam Dutkiewicz (facenti parte del gruppo metalcore Killswitch Engage) e contiene 11 tracce. Da queste è stato estratto come primo singolo Desperate Times, Desperate Measures.

## Tracce
1. Breathing in a New Mentallity
2. Anyone Can Dig a Hole But It Takes a Real Man to Call It Home
3. A Fault Line, a Fault of Mine
4. Emergency Broadcast: The End Is Near
5. The Only Survivor Was Miraculously Unharmed
6. We Are the Involutionary
7. The Created Void
8. Coming Down Is Calming Down
9. Desperate Times Desperate Measures
10. Too Bright to See Too Loud to Hear
11. Desolate Earth: The End Is Here

## Formazione
- Spencer Chamberlain - voce
- Aaron Gillespie - batteria, voce
- Timothy McTague - chitarra
- James Smith - chitarra
- Grant Brandell - basso
- Christopher Dudley - tastiere